# Stalna komisija FIDE za problemski šah
Stalna komisija FIDE za šahovsku kompoziciju (ruski: Постоянная комиссия ФИДЕ по шахматной композиции, engleski: Permanent Commission of the FIDE for Chess Compositions, PCCC, francuski: Commission permanente pour la composition échiquéenne) je društveno tijelo pri Međunarodnoj šahovskoj federaciji. Upravlja djelatnošću sastavljača i rješavača zadaća i studija iz država članova FIDE. Komisija, čiji je status utvrđen 27. kongresom FIDE u Moskvi 1956., izradila je Međunarodni kodeks šahovske kompozicije, donesen na 29. kongresu FIDE u Piranu 1958. godine. Sprovodi međunarodna natjecanja - Svjetsko prvenstvo u šahovskoj kompoziciji, natječaje, turnir država u sastavljanju i rješavanju zadaća i studija, izdaje Album FIDE, izrađuje pravila stjecanja međunarodnih naslova (međunarodnih majstora, velemajstora u šahovskoj kompoziciji), a također i međunarodnog suca), dodjeljuje te naslove, održava plenarne sjednice. Organ je bio hrvatski list Problem (1958—1981). 
Do 2010. bila je dijelom FIDE. Od 2010. djeluje kao samostalna organizacija, Svjetska federacija za šahovsku kompoziciju odnosno problemski šah (eng. World Federation for Chess Composition, fra. Fédération Mondiale pour la composition échiquéenne).

## Predsjednici
Predsjednici su bili:
- Gyula Neukomm (1956. – 1958.)
- Nenad Petrović (1958. – 1964.)
- Comins Mansfield (1964. – 1972.)
- Gerhard Jensch (1972. – 1974.)
- Jan Hannelius (1974. – 1986.)
- Klaus Wenda (1986. – 1994.)
- Bedrich Formánek (1994. – 2002.)
- John Rice (2002. – 2006.)
- Uri Avner (2006. – 2010.)
- Harry Fougiaxis  (2010. – danas)